# Walter Außendorfer
Walter Außendorfer   (Tiers, 18 d'abril de 1939 - Tiers, 27 d'octubre de 2019) és un conductor de luge italià, ja retirat, que va competir durant les dècades de 1950 i 1960.
El 1964 va prendre part en els Jocs Olímpics d'Hivern d'Innsbruck, on fou setzè en la prova individual del programa de luge i junt a Sigisfredo Mair guanyà la medalla de bronze en la prova per parelles.